# Kaltenbrunn (Aying)
Kaltenbrunn ist ein Ortsteil von Aying im oberbayerischen Landkreis München. 

## Geographie
Der Weiler liegt circa zwei Kilometer östlich von Aying.

## Geschichte
Am 1. Mai 1978 wurde Kaltenbrunn als Gemeindeteil von Helfendorf im Zuge der Gebietsreform in Bayern nach Aying eingemeindet.